# Bonum sane

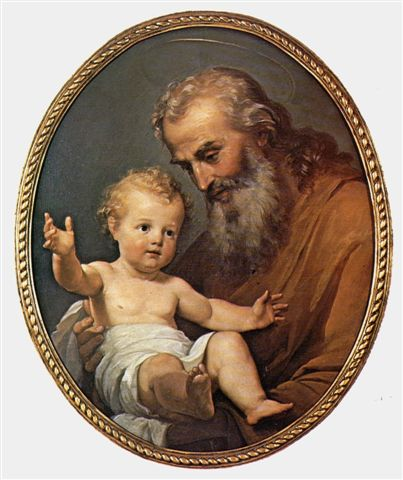
Sint Jozef met Jezus op zijn arm

Bonum sane (Latijn voor Goed en heilzaam) is een motu proprio van paus Benedictus XV van 25 juli 1920, met als ondertitel: Over de oefeningen van godsvrucht ter ere van de H. Jozef in de maand maart. De brief verscheen ter gelegenheid van de vijftigste verjaardag van het decreet Quemadmodum Deus waarmee paus Pius IX Jozef uitriep tot patroon van de Heilige Rooms-Katholieke Kerk. De paus begint zijn brief met de vaststelling dat de verering voor Jozef in de afgelopen jaren een hoge vlucht heeft genomen, maar stelt tegelijkertijd vast dat de treurige toestanden (...), waaronder het mensdom op het ogenblik te lijden heeft, het noodzakelijk maakt om juist deze godsvrucht onder de volken nog veel warmer aan te bevelen en in nog veel ruimer mate te verspreiden.
Als oorzaak voor al dit lijden wijst de paus het Naturalisme aan: 
Waar dit zijn vollen invloed doet gelden, daar doet het het verlangen naar de hemelse goederen verflauwen, de vlam van de goddelijke liefde uitdoven, onttrekt het de mens aan de genezende en verheffende invloed van de genade van Christus, en als de mens dan ten slotte beroofd is van het licht van het geloof en nog slechts in het bezit van de zwakke, bedorven krachten van de natuur, dan maakt het naturalisme hem tot speelbal van de teugelloze hartstochten
Ook stelt de paus vast dat de huwelijkstrouw door het vaak ver van elkaar verwijderd zijn van de beide echtelieden, onder de Eerste Wereldoorlog zeer geleden heeft. Meer in algemene zin ontwaart de paus een inzinking in het zedelijk peil die geleid heeft tot sociale spanningen en tot omwentelingen; de paus waarschuwt in dit verband voor een algemene wereldrevolutie die zou moeten leiden tot het vestigen van een wereldrepubliek die gegrondvest moet zijn op de beginselen van de absolute gelijkheid aller mensen en van gemeenschap van goederen; waar geen verschillen van nationaliteit meer zullen bestaan, geen gezag meer van de vader over zijn kinderen, van de openbare macht over de onderdanen, en waar geen gezag van God over de menselijke maatschappij erkend wordt. In de daarop volgende paragraaf benoemt Benedictus het socialisme als de grootste vijand van de Kerk en stelt hij de verering voor Sint Jozef voor als een heilzaam antigif tegen deze grote vijand.
Jozef was namelijk arm en nederig en had toch een groot aantal heerlijke deugden en hij kan de mensheid leren om de vergankelijke goederen te plaatsen in het licht van de eeuwige goederen die te bereiken zijn door de onderhouding van Gods wil, d.i. door een matig, rechtvaardig en vroom leven (...) Een bijkomend voordeel van de aanbidding van Jozef is dat de liefde voor het Heilig Huisgezin er als het ware vanzelf door groeit. Ten slotte roept de paus alle bisschoppen op om godsvruchtige oefeningen ter ere van Sint Jozef te stimuleren. Op 8 december van het jaar 1920 zal in alle kerken ter wereld een dergelijke oefening worden gehouden, waarbij hen die daaraan deelnemen een volle aflaat in het vooruitzicht wordt gesteld.